# Feliks Ligęza (zm. po 1539)
Feliks (Szczęsny) Ligęza herbu Półkozic (zm. po 1539) – burgrabia krakowski w latach 1500–1539.
Żonaty z Zofią Tarnowską herbu Leliwa (zm. po 1550), siostrą Jana Amora Tarnowskiego (1488–1561). Miał z nią syna Mikołaja i córki Elżbietę, żonę kasztelana sieradzkiego Stanisława Przedbora Koniecpolskiego (zm. 1588), i Reginę, która poślubiła kasztelanica przemyskiego Mikołaja Czuryłę. 